# Jean Erdman
Jean Erdman (alias Jean Erdman Campbell; født den 20. februar 1916, død 4. maj 2020) var en amerikansk danser og koreograf inden for moderne dans.